# All Saints (Fernsehserie)
All Saints ist eine australische Fernsehserie von Jo Porter, Di Drew und MaryAnne Carroll, die von 1997 bis 2009 im Auftrag des australischen Senders Seven Network produziert wurde. Sie handelt von den Krankenschwestern und Ärzten, die im Sydneyer Krankenhaus All Saints General Western Hospital arbeiten. Die Ausstrahlung der Serie begann am 28. Februar 1998 auf Seven Network und wurde am 27. Oktober 2009 nach über 490 ausgestrahlten Episoden beendet. Sie ist damit die bis dato am längsten laufende Ärzte- bzw. Krankenhausserie und nach Blue Heelers und Homicide die am drittlängsten laufende Dramaserie in Australien. Sie wird auch als der australische Rivale zur US-amerikanischen Krankenhausserie Emergency Room – Die Notaufnahme bezeichnet.
In Australien erzielte die Serie eine der größten Einschaltquoten für Dramaserien und erfreute sich auch in Übersee, darunter Großbritannien, Irland und Belgien, großer Beliebtheit. In ihrer elfjährigen Laufzeit konnte die Serie neun Logie Awards, die mit den Emmys in den USA vergleichbar sind, und zwei AFI Awards gewinnen. Daneben wurde sie insgesamt 55-mal für einen dieser beiden Preise nominiert.

## Handlung

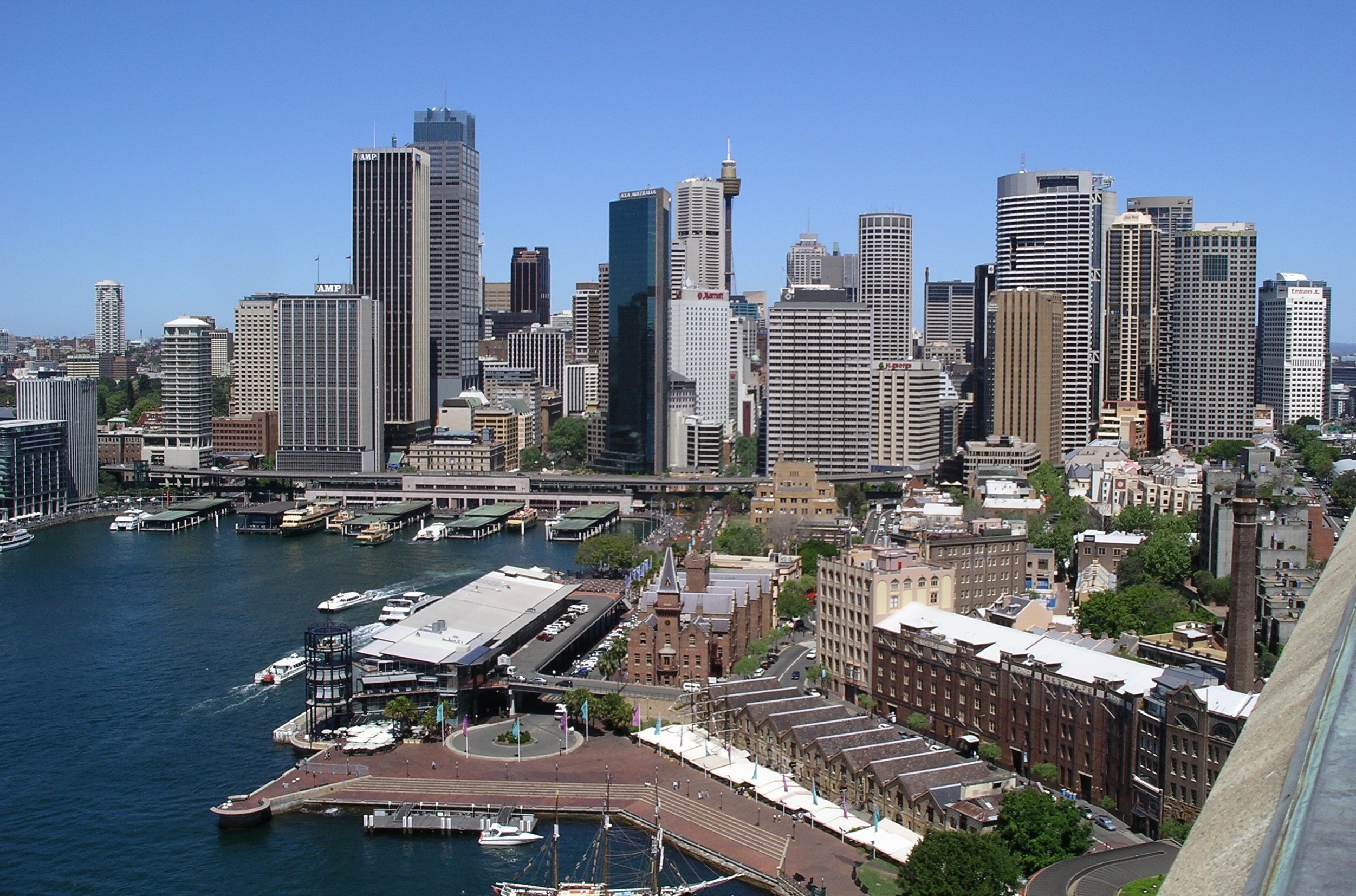
Die Skyline von Sydney ist häufig in der Serie zu sehen

All Saints zeigt die Arbeit der Krankenschwestern und Ärzte in dem fiktionalen Krankenhaus All Saints General Western Hospital, welches in einem Vorort in Sydney liegt, aus der Perspektive der Schwestern, sodass der Zuschauer einen Einblick in die Arbeit dort bekommt. Die Serie konzentriert sich dabei auf einige Schwestern, Ärzte und andere Mitarbeiter und ihre Probleme bei der Arbeit. Daneben zeigt sie auch die Beziehungen untereinander sowie ihr Privatleben. Wiederkehrende Elemente sind das Herumärgern des Krankenhauses mit Rechtsstreitigkeiten, oder das Thematisieren von strafrechtlichen Anklagen. Die Episoden beginnen häufig mit der Einlieferung eines neuen Patienten. Die Schwester informiert daraufhin den Arzt über die Anamnese und gegebenenfalls die durch Ersthelfer erfolgte Versorgung der Verletzung. Daraufhin werden unerwartete oder überraschende Krankheiten diagnostiziert. In der Regel sind die Geschichten in den einzelnen Episoden abgeschlossen.
Die Staffeln eins bis sieben handeln hauptsächlich vom Alltag der Station 17, welche von der Krankenschwester Terri Sullivan geleitet wird. Die Station wird allgemein auch als „Müllstation“ bezeichnet, da sie die meisten Patienten aufnimmt. In der Mitte der siebten Staffel wird die Station 17 schließlich geschlossen, woraufhin die Ärzte und einige Schwestern nun in der Notaufnahme weiterarbeiten. Die Staffeln sieben bis elf zeigen so den Alltag in der von Frank Campion geleiteten Notaufnahme. In diesen Staffeln wird mehr auf das Privatleben der Hauptcharaktere sowie der Schwestern auch einiger Ärzte eingegangen. In der zwölften und zugleich letzten Staffel wird neben der Notaufnahme auch das Team der Medical Response Unit thematisiert. So werden Ärzte mit einem Hubschrauber zum Patienten geflogen oder mit diesem Patienten ins Krankenhaus gebracht.
In der letzten Episode richten die Mitarbeiter der Notaufnahme und der Medical Response Unit der letzten seit Eröffnung des Krankenhauses noch arbeitenden Schwester Yvonne „Von“ Ryan zum Abschied an ihrem letzten Arbeitstag ein Dinner aus.

## Produktion

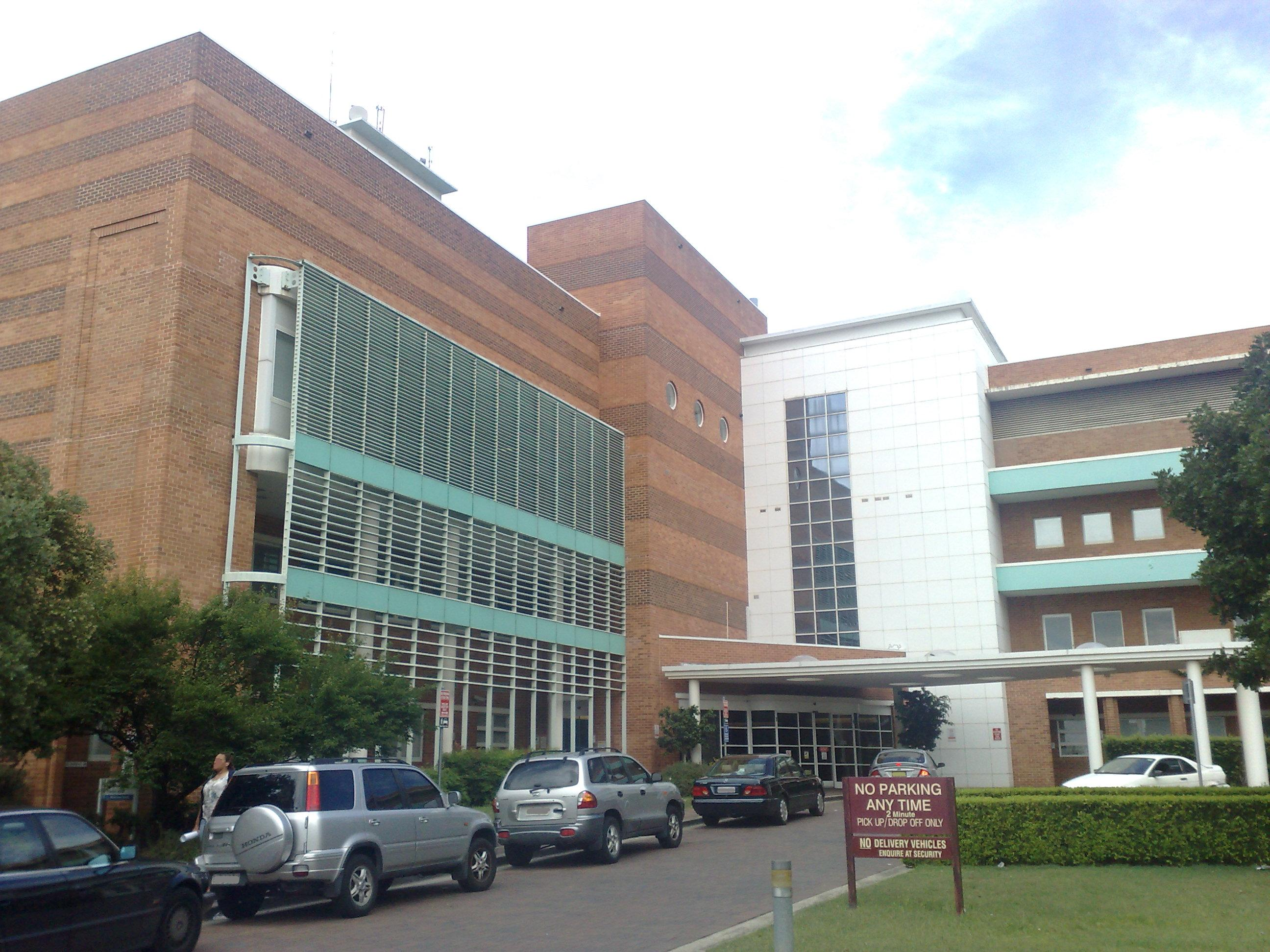
Das Concord Repatriation General Hospital in Sydney wurde als Außenkulisse benutzt

Die Produktion der Serie begann Anfang 1998 in Sydney. Als Außenkulisse des All Saints General Western Hospital diente das Repatriation General Hospital im Sydner Vorort Concord. Daneben wurde das Ku-ring-gai Hospital in Hornsby für weitere Außenaufnahmen und für einige Stellen im Innenraum, wie den Operationssälen, verwendet. Als Reaktion auf die zurückgegangenen Einschaltquoten, gefolgt von dem Abgang von Erik Thomson als Dr. Mitch Stevens, entschieden die Produzenten der Serie den Haupthandlungsort von der Station 17 zur Notaufnahme des All Saints Western General Hospital zu wechseln. Das Set für die Notaufnahme wurde zum Jahreswechsel 2003/2004 aufgebaut und die Dreharbeiten dazu begannen im Februar, sodass die ersten Episoden mit der Notaufnahme bereits im April 2004 im Fernsehen zu sehen waren. Der Wechsel bescherte den Drehbuchautoren die Möglichkeiten einige Charaktere rauszuschreiben und dafür neue einzuführen. Mit dem Umzug, der als „All Saints’ Notoperation“ (englisch All Saints’ emergency surgery) bezeichnet wurde, wurden nun neben dem Privatleben der Schwestern diese auch bei einigen Ärzten näher behandelt. Dieser Themenwechsel brachte der Serie schließlich die erhoffte Steigerung der Einschaltquoten ein.
Zu Anfang der zwölften Staffel im Jahr 2009 wurde dann die Medical Response Unit eingeführt. Diese besitzt einen Hubschrauber und ein Fahrzeug mit Allradantrieb, wodurch es an Ort gelangen konnte, an die ein Krankenwagen nie hinkommen würde. So wurden in der Staffel neben der alltäglichen Arbeit in der Notaufnahme auch einige Szenen mit den Rettungssanitätern gezeigt. Als einer der Rettungsassistent wurde Mirrah Foulkes engagiert. Nachdem bereits im Juli aufgrund von zu Hohen Kosten das Serienende nach der aktuellen zwölften Staffel bekannt gegeben wurde, erfolgte der letzte Drehtag zur Serie am 26. August 2009.

## Besetzung
Änderungen in der Hauptbesetzung der Serie gab es seit dem Serienstart in jeder Staffel. So kommen neue Charakter zu Anfang der Staffel als auch im weiteren Verlauf dieser hinzu, wobei einige vorher auch als Nebencharakter eingeführt wurden. Aussteigende Charakter verlassen die Serie auch nicht immer mit dem Staffelfinale, wobei manche auch später noch als Gastdarsteller zurückkehrten. Die wichtigsten Nebendarsteller sind im folgenden Abschnitt Nebenbesetzung zusammengefasst.

### Hauptbesetzung
| Rollenname                   | Schauspieler        | Hauptrolle (Episoden) | Hauptrolle (Staffeln) | Hauptrolle (Jahre)   | Hauptrolle (∑ Episoden) | Gastrolle (Episoden) | Gastrolle (Staffeln) | Synchronsprecher |
| ---------------------------- | ------------------- | --------------------- | --------------------- | -------------------- | ----------------------- | -------------------- | -------------------- | ---------------- |
| Dr. Peter Morrison           | Andrew McKaige      | 1–45                  | 1–2                   | 1998–1999            | 42                      |                      |                      |                  |
| Jazmina Hillerman            | Sam Healy           | 1–45                  | 1–2                   | 1998–1999            | 42                      |                      |                      |                  |
| Stephanie Markham            | Kirrily White       | 1–107                 | 1–3                   | 1998–2000            | 54                      |                      |                      |                  |
| Connor Costello              | Jeremy Cumpston     | 1–159                 | 1–4                   | 1998–2001            | 66                      |                      |                      |                  |
| Jared Levine                 | Ben Tari            | 1–207                 | 1–5                   | 1998–2002            | 132                     | 321                  | 8                    |                  |
| Bronwyn Craig                | Libby Tanner        | 1–207                 | 1–5                   | 1998–2002            | 104                     | 222                  | 6                    |                  |
| Ben Markham                  | Brian Vriends       | 1–216                 | 1–6                   | 1998–2002            | 134                     |                      |                      |                  |
| Dr. Luciano „Luke“ Forlano   | Martin Lynes        | 1–267                 | 1–7                   | 1998–2004            | 150                     |                      |                      |                  |
| Therese „Terri“ Sullivan     | Georgie Parker      | 1–314                 | 1–8                   | 1998–2005            | 307                     |                      |                      |                  |
| Yvonne „Von“ Ryan            | Judith McGrath      | 1–494                 | 1–12                  | 1998–2009            | 494                     |                      |                      |                  |
| Dr. Mitchell „Mitch“ Stevens | Erik Thomson        | 45–216                | 1–6                   | 1999–2003            | 111                     |                      |                      |                  |
| Regina Butcher               | Celia Ireland       | 58–101, 209–317       | 2–3, 5–8              | 1999–2000, 2002–2005 | 111                     |                      |                      |                  |
| Jodi Horner                  | Belinda Emmett      | 119–163               | 3–4                   | 2000–2001            | 16                      |                      |                      |                  |
| Scott Zinenko                | Conrad Coleby       | 127–281               | 4–7                   | 2001–2004            | 50                      |                      |                      |                  |
| Rebecca Green                | Natasha Beaumont    | 160–236               | 4–6                   | 2001–2003            | 38                      |                      |                      |                  |
| Matthew „Matt“ Horner        | Josh Quong Tart     | 163–206               | 4–5                   | 2001–2002            | 37                      | 241                  | 6                    |                  |
| Paula Morgan                 | Jenni Baird         | 167–241               | 4–6                   | 2001–2004            | 36                      | 267                  | 7                    |                  |
| Nelson Curtis                | Paul Tassone        | 169–350               | 4–9                   | 2001–2006            | 63                      |                      |                      |                  |
| Dr. Charlotte Beaumont       | Tammy MacIntosh     | 191–494               | 5–12                  | 2002–2009            | 172                     |                      |                      |                  |
| Sterling McCormack           | Henry Nixon         | 222–273               | 6–7                   | 2003–2004            | 48                      |                      |                      |                  |
| Dr. Vincent Hughes           | Christopher Gabardi | 224–397               | 6–10                  | 2003–2007            | 154                     |                      |                      |                  |
| Dr. Frank Campion            | John Howard         | 266–494               | 7–12                  | 2004–2009            | 128                     |                      |                      |                  |
| Jessica Singleton            | Natalie Saleeba     | 272–345               | 7–9                   | 2004–2006            | 25                      |                      |                      |                  |
| Cate McMasters               | Alexandra Davies    | 272–387               | 7–10                  | 2004–2007            | 70                      | 388–424              | 10–11                |                  |
| Dr. Jack Quade               | Wil Traval          | 272–456               | 7–11                  | 2004–2008            | 135                     |                      |                      |                  |
| Dan Goldman                  | Mark Priestley      | 300–456               | 8–11                  | 2005–2008            | 134                     |                      |                      |                  |
| Dr. Sean Everleigh           | Chris Vance         | 335–394               | 8–10                  | 2005–2007            | 54                      |                      |                      |                  |
| Erica Templeton              | Jolene Anderson     | 346–449               | 9–11                  | 2006–2008            | 102                     |                      |                      |                  |
| Dr. Bartholomew „Bart“ West  | Andrew Supanz       | 350–494               | 9–12                  | 2006–2009            | 137                     |                      |                      |                  |
| Dr. Miklos „Mike“ Vlasek     | John Waters         | 352–494               | 9–12                  | 2006–2009            | 132                     |                      |                      |                  |
| Gabrielle Jaeger             | Virginia Gay        | 354–494               | 9–12                  | 2006–2009            | 137                     |                      |                      |                  |
| Dr. Zoe Gallagher            | Allison Cratchley   | 360–437               | 9–11                  | 2006–2008            | 76                      |                      |                      |                  |
| Dr. Steven Taylor            | Jack Campbell       | 402–494               | 10–12                 | 2007–2009            | 90                      |                      |                      |                  |
| Amy Fielding                 | Alix Bidstrup       | 443–494               | 11–12                 | 2008–2009            | 47                      |                      |                      |                  |
| Dr. Adam Rossi               | Kip Gamblin         | 453–494               | 11–12                 | 2008–2009            | 21                      |                      |                      |                  |
| Claire Anderson              | Ella Scott Lynch    | 454–494               | 11–12                 | 2008–2009            | 42                      |                      |                      |                  |
| Jo Mathieson                 | Mirrah Foulkes      | 458–494               | 12                    | 2009                 | 37                      |                      |                      |                  |
| Dr. Elliott Parker           | Jonathan Wood       | 486–494               | 12                    | 2009                 | 9                       |                      |                      |                  |

### Nebenbesetzung
| - Justine Clarke: Samantha O’Hara (1–2) - Elizabeth Maywald: Sophie Williams (1–2) - Jake Blundell: Tony Hurst (1–4) - John Noble: Dr. John Madsen (1–7) - Kim Hillas: Joan Marden (1–7, 9) - Joy Smithers: Rose Carlton (2–6) - Alan Flower: Morris the Florist (3–6) - Melissa Tkautz: Andrea Stuart (4–5, 7) - Rochelle Whyte: Cara Windom (4–6) - Jack Rickard: Max Morgan (5–7) - Troy Planet: Dennis Pool (6–9) - Rachel McNamara: Francis Regan (6) - Elizabeth Alexander: Dr. Alison Newell (6–9) | - Jaime Mears: Kerry Lytton (7–9) - Trilby Beresford: Kathleen Campion (7–9) - Nicole da Silva: Sasha Fernandez (8) - Guy Edmonds: Stuart Mapleton (8) - Peter Phelps: Dr. Doug Spencer (8–10) - Wendy Strehlow: Lorraine Tanner (8–11) - Celeste Barber: Bree Matthews (8–12) - Alexandra Fowler: Eve Ballantyne (9–10) - Robert Jago: Luke Goldman (9–11) - Lucy Bell: Sonia Moore (10) - Mike Smith: Heath Velaga (10–12) - Ben Wood: Troy Sanders (12) |

## Ausstrahlung
Die Ausstrahlung der Serie begann am 24. Februar 1998 mit einer Doppelfolge auf dem australischen Sender Seven Network. Das erste Staffelfinale wurde am 17. November 1998 ausgestrahlt. In den folgenden Jahren begann die neue Staffel immer im Februar und endete im November desselben Jahres. Die Episodenanzahl lag zwischen 40 und 43 Episoden pro Staffel, die letzte besteht nur aus 37 Episoden. Aufgrund zu hoher Produktionskosten wurde im Juli 2009 das Ende der Serie nach der aktuellen zwölften Staffel bekannt gegeben und diese um drei Episoden verkürzt. Die Ausstrahlung der letzten Staffel wurde schließlich am 27. Oktober 2009 beendet. All Saints ist mit 494 Episoden die am längsten laufende Ärzte- bzw. Krankenhausserie und nach Blue Heelers und Homicide die am drittlängsten laufende Dramaserie Australiens.
Eine Ausstrahlung in Deutschland oder dem deutschsprachigen Raum gibt es nicht.

## DVD-Veröffentlichungen
Im Jahr 2005 erwarb EMI Australia die Rechte an einer DVD-Veröffentlichung und brachte die ersten fünf Staffeln zwischen dem 28. November 2005 und dem 9. Juli 2007 heraus. Nachdem EMI 2007 die Rechte verloren hatte, erwarb Universal Pictures Australia sie 2008 und veröffentlichte die Staffeln acht bis zwölf zwischen dem 9. September 2009 und dem 29. September 2010. Die Staffeln sechs und sieben folgten schließlich mit den Neuveröffentlichungen der ersten fünf Staffeln am 2. März 2011.

## Preise und Nominierungen
Insgesamt konnte die Serie in ihrer elfjährigen Laufzeit neun Logie Awards in den Kategorien Most Popular Actress, Most Popular Actor und Most Popular Program und zwei AFI Awards in der Kategorie Beste Episode in einer Dramaserie gewinnen. Die Schauspielerin Georgie Parker gewann in den Jahren 2001 und 2002 den Award in der Kategorie Most Popular Personality On Australian Television. Daneben wurde die Serie zweimal vom Australian Screen Sound Guild in der Kategorie Best Achievement in Sound for a Drama Series geehrt. 2009 konnte der Kameramann Matthew Horrex den ACS-Award in der Kategorie Best Cinematographer in Telefeatures, TV Drama & Mini Series gewinnen.